# Xanthippé (mytologie)
Xanthippé nebo Xantippa (starořecky Ξανθίππη) je v řecké mytologii dcera Dóra, syna praotce Řeků Helléna.
Antický autor Apollodoros z Athén uvádí, že Xanthippé se vdala za Pleuróna, který se svým bratrem Kalydónem založili v Aitólii města, které byla pojmenována po nich. Xanthippé mu pak porodila syna Agénora a dcery Steropu, Stratoniku a Laofontu.